# Muridke
Muridke est une ville située dans la province du Pendjab au Pakistan. Elle est située dans le district de Shekhupura. C'est une zone commerciale située près de Lahore, capitale provinciale.
La population de la ville a été multipliée par près de neuf entre 1972 et 2017, passant de 18 507 habitants à 166 652. Entre 1998 et 2017, la croissance annuelle moyenne s'affiche à 2,1 %, un peu inférieure à la moyenne nationale de 2,4 %. En 2023, la population de la ville monte à 254 291 habitants.
|            | 1972 (rec.) | 1981 (rec.) | 1998 (rec.) | 2017 (rec.) | 2023 (rec.) |
| ---------- | ----------- | ----------- | ----------- | ----------- | ----------- |
| Population | 18 507      | 35 419      | 111 951     | 166 652     | 254 291     |